# Tropodiaptomus turkanae
Tropodiaptomus turkanae is een eenoogkreeftjessoort uit de familie van de Diaptomidae. De wetenschappelijke naam van de soort is voor het eerst geldig gepubliceerd in 1995 door Maas, Green & Dumont.